# Budachów
Budachów (niem. Baudach) – wieś w Polsce położona w województwie lubuskim, w powiecie krośnieńskim, w gminie Bytnica.
W latach 1954–1968 wieś należała i była siedzibą władz gromady Budachów, po jej zniesieniu w gromadzie Bytnica. W latach 1975–1998 miejscowość administracyjnie należała do województwa zielonogórskiego.
W Budachowie od kilku lat organizowany jest Festyn Ruskiego Pieroga, z którego dochód przeznaczany jest na remont zabytkowego kościoła.

## Historia
Pierwsze informacje o właścicielach dóbr budachowskich odnoszą się do drugiej połowy XVI wieku. W 1565 roku odnotowano tu rodzinę von Baudach, około 1600 roku von Löben, a od wojny trzydziestoletniej von Pannewitz. Własność została na krótko przejęta przez mieszczan około 1780 roku, następnie otrzymał ją kanonik von der Gröben i po kanoniku generał von Zastrow. Dobra szlacheckie w 1838 roku przechodzą w ręce radcy handlowego Endella, a ich właścicielką w 1879 roku została wdowa po radcy. W Budachowie funkcjonowało w tym czasie kilka zakładów takich jak gorzelnia, tartak, młyn i cegielnia. Po wdowie w budachowskiej posiadłości nastąpiła berlińska rodzina bugenotów Fournier.

## Zabytki
Do wojewódzkiego rejestru zabytków wpisane są:
- zbór ewangelicki, obecnie kościół rzym.-kat. fil. pw. św. Józefa, barokowy z lat 1782 - 1785[4] z klasycystycznymi emporami dobudowanymi w pierwszej połowie XIX wieku. Budowla murowana z cegły, założona na rzucie prostokąta, całość uzupełnia kwadratowa wieża od strony zachodniej, zwieńczona dachem czworobocznym i wyżej tzw. ślepą latarnią z kopulastym hełmem[4]. Na elewacji widoczne proste pilastry. Wejście główne do świątyni prowadzi przez prostokątne drzwi i kruchtę umieszczoną w przyziemiu wieży[4]. Ołtarz ambonowy z 1789 i chrzcielnica z 1676 roku reprezentowały wyposażenie liturgiczne, a do dziś przetrwał ołtarz, który po 1945 roku przystosowano do wymogów religii katolickiej[4].
- park z XVIII wieku o powierzchni 8,5 ha w którym znajduje się zabytkowy drzewostan, reprezentowany przez dęby i buki. Zachowała się zabytkowa aleja dębowa z 60 drzewami o obwodzie do 6,2 m[4].
- kuźnia z wysokim dachem, parterowa, murowana z cegły, wybudowana w połowie XIX wieku

inne zabytki:
- budynek folwarczny z połowy XIX wieku, murowany, parterowy, nakryty dachem czterospadowym z wieżyczką na narożu kalenicy
- pawilon tzw. „wieża winiarska”, który funkcjonował przy parku; w roku 1979 został przeniesiony do Muzeum Etnograficznego w Ochli[4].